# Peugeot 104
El Peugeot 104 es un automóvil de turismo del segmento B producido por el fabricante francés Peugeot entre los años 1972 y 1991.

## Historia
Cuando fue lanzado en 1972, el Peugeot 104 no fue uno de los primeros pequeños hatchback producidos en Europa, sino un sedán de dos y cuatro puertas hasta un cambio de imagen en 1976, cuando se agregaron variantes hatchback de tres y cinco puertas. La silueta básica del automóvil era igual sin importar la versión. El 104 tenía motor delantero y tracción delantera.
Las motorizaciones iban desde el 1.0 al 1.4 L, lo que le dio buenos niveles de economía en el consumo de carburante además de tener un chasis impresionante, lo que hizo de su uso una muy buena experiencia. Aunque los 104 fueron producidos en varias formas desde 1972 a 1988, el corazón del coche era el motor 1.0 L Douvrin, que fue desarrollado en común con Renault. Este usaba una transmisión similar a la usada por el Mini de la British Motor Corporation.
Para 1976, Peugeot había comprado Citroën, y la carrocería del 104 se usó como la base de los Citroën LN de 602 cc. Este coche fue equipado con el motor más moderno de 652 cc del Citroën Visa en 1983 transformándolo en el LNA, antes de que la producción finalmente cesara en 1986. 
Después de la adquisición de Citroën en 1976 y de Simca en 1978, aparecieron varias versiones de los 104. La versión de Citroën era conocida como Citroën LN, mientras que Simca (que tenía los derechos de Talbot), lanzó su versión del coche, conocida como Talbot Samba, que permanecería en la producción hasta que la marca Talbot fuera desechada en 1986. La configuración mecánica de los 104 también fue utilizada en el Citroën Visa. 
El Peugeot 104 fue uno de los automóviles pequeños más exitosos de Europa en la década de los 1970 pero, como es obvio, quedó obsoleto contra sus competidores más modernos de la década siguiente. Cuando Peugeot lanzó al mercado el nuevo 205 en 1983, el 104 fue retirado de la mayoría de los mercados europeos, pero continuó vendiéndose en Francia hasta que la producción finalmente cesó en mayo de 1988 después de 16 años, habiéndose producido 1.624.992 unidades del Peugeot 104.

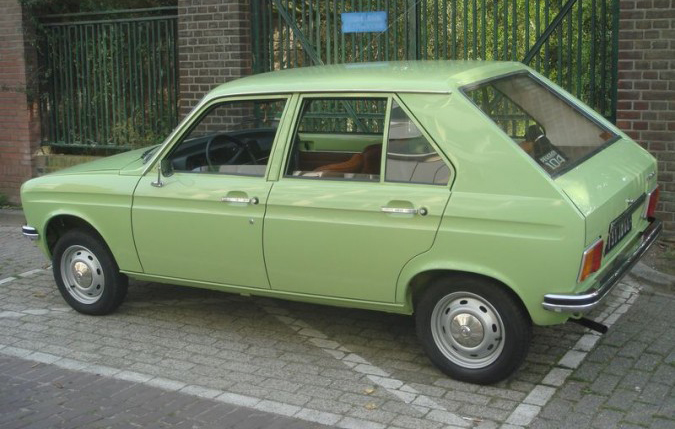
104 hatchback 5 puertas
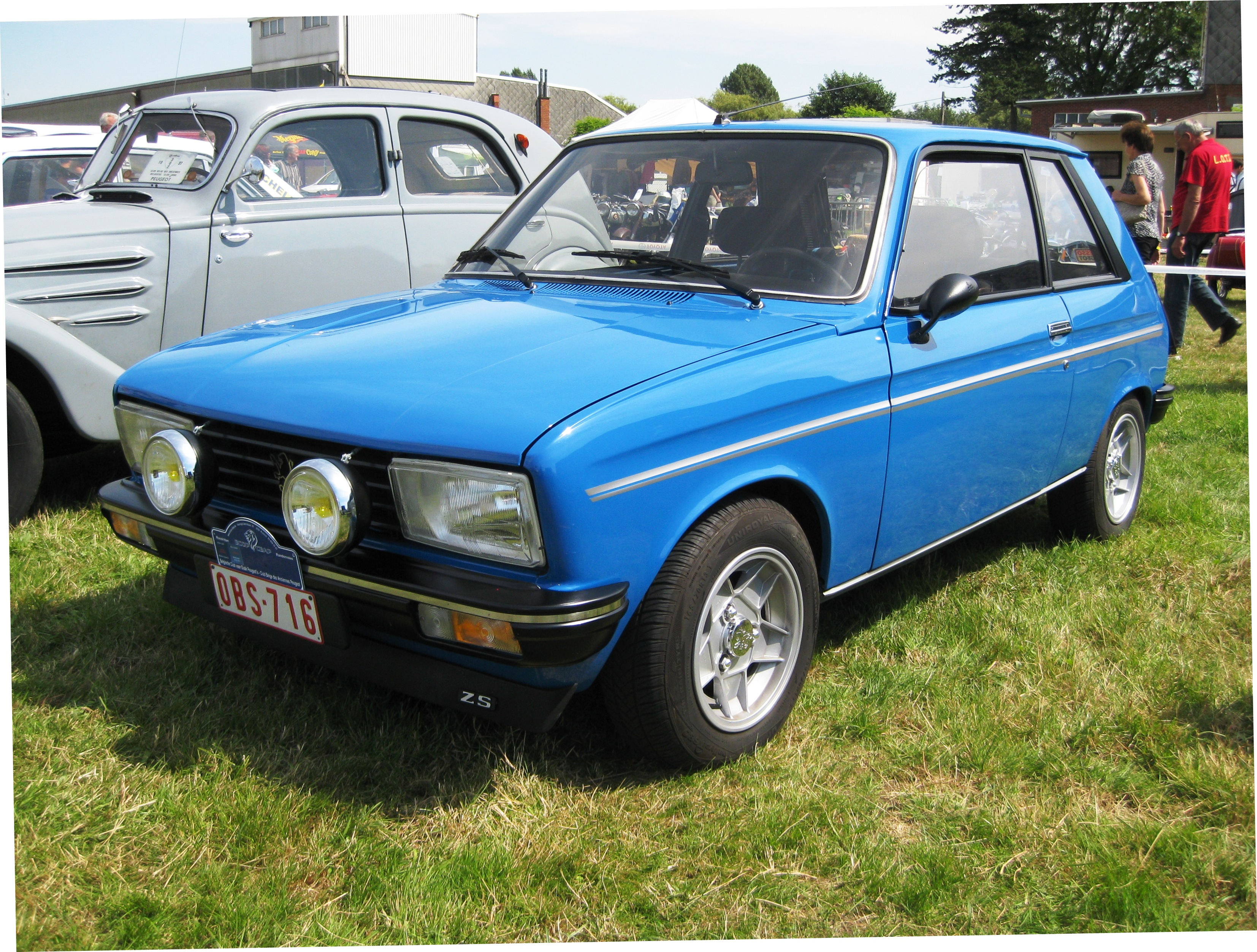
104 hatchback 3 puertas
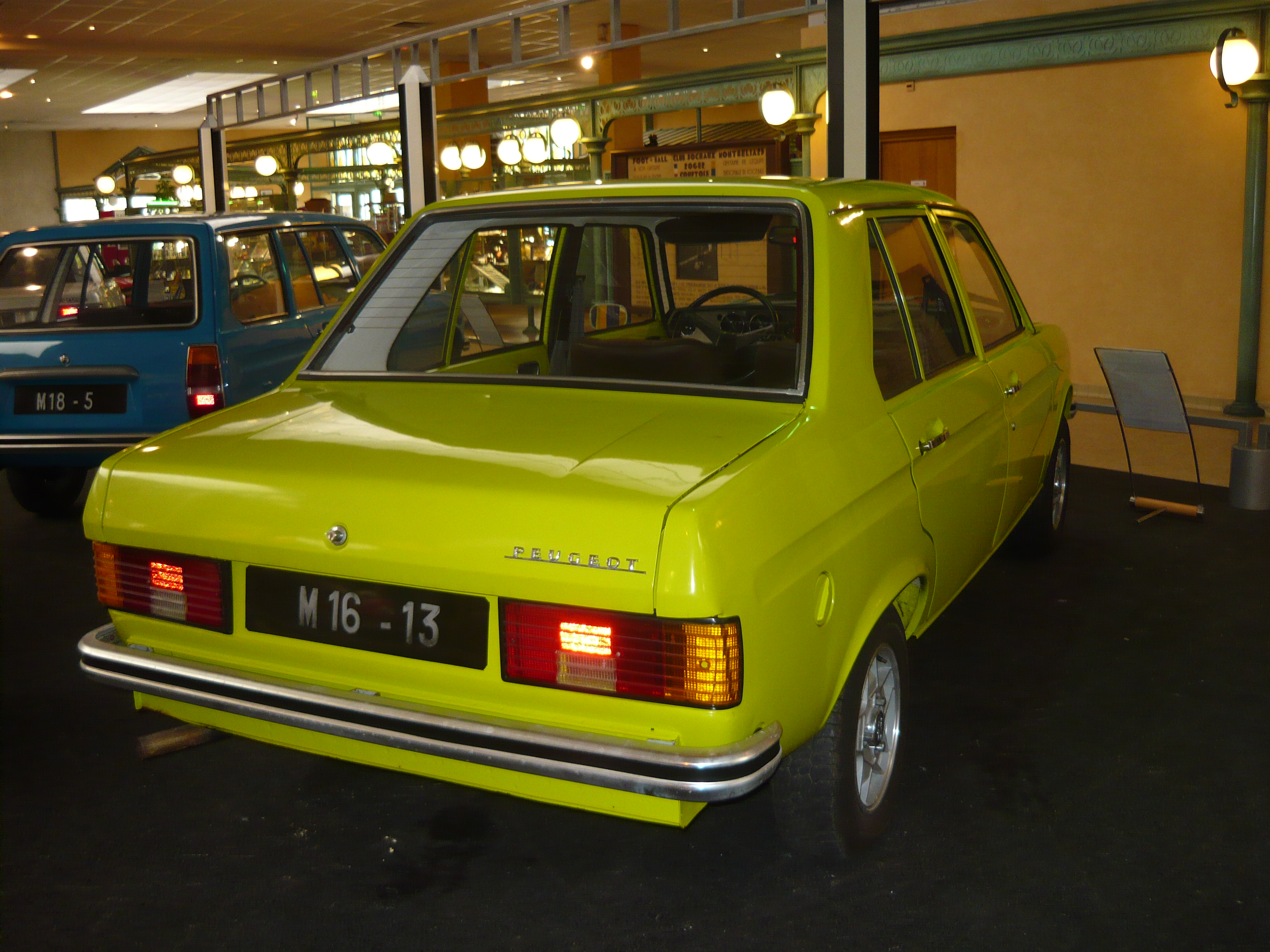
Berlina 4 puertas

## Motorizaciones
| Periodo                        | 1972-1980             | 1980-1988                                     | 1976-1982             | 1975-1979                          | 1979-1983                                     | 1979-1983                                     | 1982-1985                | 1979                                     |
| Identificación del motor       | XV3/XV5               | XW7                                           | XW3                   | XW3S                               | XZ5                                           | XY6B                                          | XY8                      | XYR                                      |
| Tipo de motor                  | L4 8v, carburación    | L4 8v, carburación                            | L4 8v, carburación    | L4 8v, carburación de doble cuerpo | L4 8v, carburación                            | L4 8v, carburación de doble cuerpo            | L4 8v, doble carburación | L4 8v, doble carburación de doble cuerpo |
| Diámetro x carrera             | 70.0 mm × 62.0 mm     | 72.0 mm × 69.0 mm                             | 72.0 mm × 69.0 mm     | 72.0 mm × 69.0 mm                  | 75.0 mm × 69.0 mm                             | 75.0 mm × 77.0 mm                             | 75.0 mm × 77.0 mm        | 75.0 mm × 77.0 mm                        |
| Cilindrada                     | 954 cm³               | 1124 cm³                                      | 1124 cm³              | 1124 cm³                           | 1219 cm³                                      | 1360 cm³                                      | 1360 cm³                 | 1360 cm³                                 |
| Potencia máxima: CV (kW) @ rpm | 45 CV (33 kW) @ 6000  | 50 CV (36 kW) @ 6000                          | 58 CV (41 kW) @ 6000  | 66 CV (48 kW) @ 6200               | 57 CV (41 kW) @ 5500                          | 72 CV (52 kW) @ 6000                          | 80 CV (58 kW) @ 5800     | 93 CV (68 kW) @ 5800                     |
| Par máximo: Nm @ rpm           | 66 Nm @ 3000          | 85 Nm @ 2800                                  | 80 Nm @ 2750          | 83 Nm @ 4000                       | 92 Nm @ 2750                                  | 103 Nm @ 3000                                 | 108 Nm @ 2800            | 125 Nm @ 4500                            |
| Tracción                       | Delantera             | Delantera                                     | Delantera             | Delantera                          | Delantera                                     | Delantera                                     | Delantera                | Delantera                                |
| Transmisión                    | Manual, 4 velocidades | Manual, 4 velocidades / Manual, 5 velocidades | Manual, 4 velocidades | Manual, 4 velocidades              | Manual, 4 velocidades / Manual, 5 velocidades | Manual, 4 velocidades / Manual, 5 velocidades | Manual, 5 velocidades    | Manual, 5 velocidades                    |
| Peso                           | 710-760 kg            | 755-790 kg                                    | 760-805 kg            | 780-810 kg                         | 800 kg                                        | 790-830 kg                                    | 810 kg                   | 780 kg                                   |
| Aceleración 0–100 km/h         | 19.3 s                | 18.5 s                                        | 17.3 s                | 12.5 s                             | 17.6 s                                        | 11.8 s                                        | 11.3 s                   | 10.5 s                                   |
| Velocidad máxima               | 135 km/h              | 138 km/h                                      | 145 km/h              | 155 km/h                           | 145 km/h                                      | 158 km/h                                      | 164 km/h                 | 173 km/h                                 |
| Consumo combinado (L/100 km)   | 7.7                   | 7.9                                           | 7.2                   | 8.3                                | 8.6                                           | 8.4                                           | 8.8                      | 10.0                                     |